# Alfred Codman
Alfred Codman (ur. 13 września 1874 w Bostonie; zm. 4 lutego 1944 tamże) – amerykański tenisista, zwycięzca U.S. National Championships 1900 w grze mieszanej.

## Kariera tenisowa
Alfred Codman raz wygrał U.S. National Championships (obecnie US Open), w konkurencji gry mieszanej w 1900 partnerując Margaret Hunnewell. W zawodach singlowych najdalej awansował do czwartej rundy podczas edycji z 1903.

### Finały w turniejach wielkoszlemowych

#### Gra mieszana (1–0)
| Końcowy wynik | Nr | Data | Turniej                                 | Nawierzchnia | Partnerka          | Przeciwnicy             | Wynik finału   |
| ------------- | -- | ---- | --------------------------------------- | ------------ | ------------------ | ----------------------- | -------------- |
| Zwycięzca     | 1. | 1900 | U.S. National Championships, Filadelfia | Trawiasta    | Margaret Hunnewell | T. Shaw George Atkinson | 11:9, 6:3, 6:1 |